# Eulofídeos
Eulofíneos (Eulophidae) é uma família muito diversa de pequenas vespas parasitas (ordem Hymenoptera), figurando atualmente como a maior dentro de Chalcidoidea. A maioria destas vespas não passa de 4 mm, e possui coloração marrom escura ou negra; algumas espécies, no entanto, apresentam tons metálicos. Existem também espécies marrom claras, e com detalhes em amarelo. São bastante comuns, de forma que qualquer tentativa de coletar muitos insetos voadores devem trazer pequenas vespas deste grupo, principalmente aqueles da subfamília Tetrastichinae.
Qualquer tentativa de generalizar a biologia destas vespas vai esbarrar em exceções. A maioria das espécies desenvolve-se como larvas endoparasitoides de outros invertebrados, mas algumas poucas desenvolvem-se alimentando-se de plantas (como minadoras de folhas). Seus hospedeiros incluem uma vasta gama de diversidade, desde aranhas até outras vespas do mesmo grupo, de forma que abarcam mais de 100 famílias de, pelo menos, 10 ordens de insetos. As espécies de vespas eulofídeas melhor estudadas atacam outros insetos holometábolos, principalmente as lagartas (larvas de Lepidoptera), mas existem espécies que atacam variadas ordens e estágios de vida de invertebrados desde nematóides adultos até ovos de besouros e mesmo de ácaros. Existem espécies que são ectoparasitóides idiobiontes, incluindo que atacam pupas de outras vespas, além de hiperparasitóides facultativos ou obrigatórios. Desta forma, a diversidade de hábitos de vida dos Eulophidae resulta no fato de que são animais que exercem profundo impacto nas comunidades de artrópodes onde ocorrem.

## Diversidade e taxonomia
Estão distribuídas por todos os continentes exceto a Antártica, ocorrendo em quase todos habitats terrestres. Atualmente, Eulophidae conta com cerca de 5,300 espécies descritas distribuídas dentre 324 gêneros. Muitos autores consideram 5 subfamílias dentro de Eulophidae: Eulophinae, Entedoninae, Tetrastichinae e Euderinae, mas dependendo do autor este número varia para 3 ou 4. A maior instabilidade de interpretação desta diversidade deve-se ao status do gênero Elasmus, que apresenta particularidades morfológicas ao ponto de ter sido durante muito tempo considerado em sua própria família: Elasmidae. 
Morfologicamente, estas vespas caracterizam-se por terem todos os tarsos com apenas 4 segmentos (outros Hymenoptera geralmente apresentam 5 tarsômeros), antenas filiformes com 7-9 segmentos (com 2-4 destes com formato funicular) e geralmente partindo da parte baixa dos olhos compostos, esporões apicais das tíbias anteriores retilíneos e curtos, e o gáster claramente pedunculado formando uma "cintura de vespa" pronunciada . Nas asas, as veias estigmal e pós-marginal são frequentemente curtas. 
Seus ovos são ovalados, podendo ou não conter algum pedúnculo sobre o qual ancoram-se sobre seus hospedeiros. No desenvolcvimento larval, estima-se que eulofídeos apresentem de 3 a 5 ínstares larvais . Em algumas espécies, um destes estádios larvais pode alimentar-se de um hospedeiro diferente do original .
Devido ao seu tamanho diminuto e delicadeza de estrutura, são vespas bastante difíceis de serem propriamente estudadas, uma vez que deterioram-se com facilidade depois de mortos a não ser que sejam preservados de forma especial (p.ex., em coleção úmida com etanol). Frequentemente, os espécimes depositados em museus tornam-se bastante difíceis de serem identificados com propriedade.

## Importância Econômica
Diversas espécies são extensivamente estudadas como agentes de Controle Biológico de pragas.